# تورنادو
التورنادو (بالإنجليزية: Tornado)‏ طائرة مقاتلة متعددة المهام تستعمل كمطاردة وقاذفة وهي من إنتاج أوروبي مشترك تشارك فيه كل من بريطانيا وألمانيا وإيطاليا. الطائرة بمحركين نفاثين. صُممت الطائرة في حقبة الحرب الباردة لتمكين القوات الجوية البريطانية من توجيه ضربات لأهداف أرضية، أثناء تحليقها على ارتفاعات منخفضة بسرعات عالية صممت أساسا كطائرة هجومية متعددة المهام قادرة على الهجوم ليلا ونهارا وفي جميع الأحوال الجوية وعلى ارتفاع منخفض وبسرعات تفوق سرعة الصوت وحمولة كبيرة جدا شاركت تورنادو بقوة في حرب الخليج الثانية 1991.
متواجدة في القوات الجوية الملكية البريطانية والقوات الجوية الأيطالية والقوات الجوية الألمانية كدول صانعة لهذه الطائرة وقد اشترت القوات الجوية الملكية السعودية عدد 72 من طائرات الترنيدو IDS وعدد 48 من طائرات الترنيدو ADV.
صنعت منها أنواع أخرى دفاعية وأنواع للتجسس، كما تم تطويرها لتكون قادرة على حمل القنابل الذكية والعنقودية والأسلحة البيوليجية مثل الأسلحة الحرارية التي تترك اثر يمتد إلى 100 عام وعدد 2 قنبلة نووية والصواريخ المضادة للأشعة والعديد من القنابل التقليدة. أول رحلة للترنيدو في كانت 14 أغسطس 1974.
شاركت التورنادو في حرب الخليج الثانية عام 1991م كأول مشاركة لها في الحروب العالمية من قبل القوات الجوية الملكية السعودية والقوات الجوية الملكية البريطانية والقوات الجوية الأيطالية وقد صنع منها ما يقارب 992 طائرة حتى الآن ولا تزال في الخدمة في جميع الدول التي تمتلكها حيث قرر الشركاء الاوروبين الثلاث في برنامج مقاتلات التورنيدو على امداد خدمة اسطول هذه المقاتلة ضمن قواتهم الجوية حتى عام 2030 وفقاً لما صرحوا به كما تخطط ايضاً السعودية على ابقاء طائراتها بالخدمة لنفس المدة.
إتضح من آخر استخدام لطائرة تورنيدو جى أر 4 أثناء تجربتها فوق ليبيا عام 2011 أنها قادرة وبشكل عالى على أن تبقى الخط الأول حتى بعد مرور 30 عام منذ أول إطلاق لها في الخدمة.
وخلال عملها فإن الطائرات المقاتلة ذات المحركين قد تلقت العديد من الترقيات، مما أدى إلى طول عمرها في المملكة المتحدة، كما أن ترقيات القدرة في هذه الطائرات شملت إدماج Paveway 4 وهى قنبلة موجهة دقيقة، بالإضافة إلى المساعدات الدفاعية، التي تم استخدامها في السنوات الأخيرة خلال العمليات في أفغانستان وقد توقف إنتاج الطائرة في عام 1998.
سرعة طائرة التورنيدو ذات المحركين 990 ميل في الساعة، والمدى القتالي 863 ميلا وحمولتها تزيد عن 18,000 حسب المهمة الموكلة لها.الطائرة مزودة بصواريخ مضادة للرادار وقنابل paveway المسيرة باشعة ليزر وصواريخ sea eagle المضادة للسفن إضافة إلى صواريخ جو-جو.
من أبرز المناطق، التي شاركت فيها الطائرة في عمليات حربية، كوسوفو، وليبيا، وأفغانستان، وضد تنظيم «داعش» الإرهابي، في سوريا والعراق، إضافة إلى استخدامها ضمن عمليات التحالف العربي، الذي تقوده السعودية في اليمن.

## مستخدمون حاليون
ألمانيا

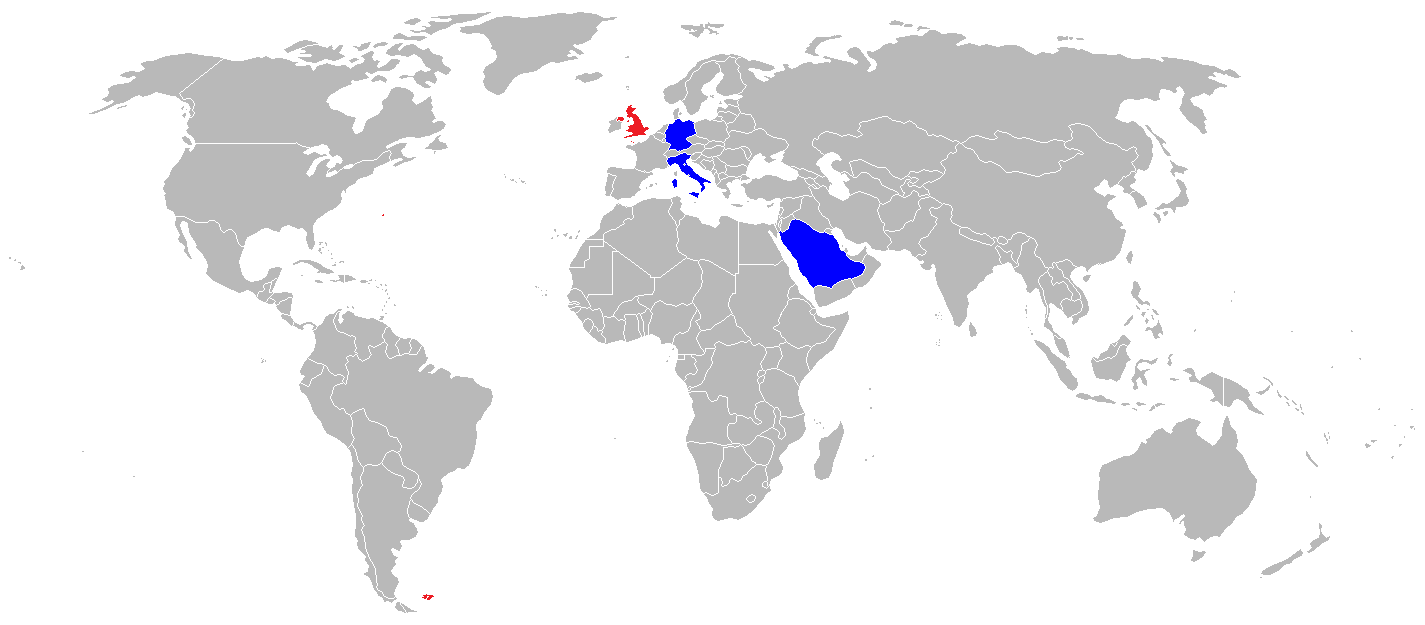
خارطة لبلدان تستخدم طائرات تورنادو

سلاح الجو الألماني تملك عدد 94 طائرة من نوع آي دي إس تورنادو، وعدد 28 إي سي آر تورنادو.
 إيطاليا
القوة الجوية الإيطالية تملك عدد 70 من نوع A-200 تورنادو وعدد 5 من نوع EA-200 تورنادو.
 السعودية
القوات الجوية السعودية تملك عدد 81 طائرة تورنادو من نوع آي دي إس حالياً.
 المملكة المتحدة
سلاح الجو الملكي تملك نحو 142 جي آر 4 و جي آر 4 آيه.

مخطط الطائرة